# Comanche (Oklahoma)
Comanche é uma cidade localizada no estado norte-americano de Oklahoma, no Condado de Stephens.

## Demografia
Segundo o censo norte-americano de 2000, a sua população era de 1556 habitantes.
Em 2006, foi estimada uma população de 1529, um decréscimo de 27 (-1.7%).

## Geografia
De acordo com o United States Census Bureau tem uma área de
11,8 km², dos quais 11,8 km² cobertos por terra e 0,0 km² cobertos por água.

## Localidades na vizinhança
O diagrama seguinte representa as localidades num raio de 20 km ao redor de Comanche.